# Falco dickinsoni
Il gheppio di Dickinson (Falco dickinsoni Sclater, 1864) è un uccello falconiforme della famiglia dei Falconidi. Diffuso in Africa meridionale e orientale, deve il nome a John Dickinson, il fisico e missionario inglese che catturò il primo esemplare di questa specie noto agli studiosi. I suoi più stretti parenti sono il gheppio grigio e il gheppio fasciato e le tre specie vengono talvolta classificate nel sottogenere Dissodectes.

## Descrizione
È un gheppio abbastanza piccolo e tozzo, con una grossa testa squadrata. È lungo 27–30 cm, ha un'apertura alare di 61–68 cm e pesa 167-246 g. La femmina è più grande del maschio del 4% e più pesante del 10-20%. Il piumaggio è prevalentemente grigio scuro, con la testa e il groppone chiari. La coda è grigia, con sottili bande nere e una banda subterminale più larga. Anche la faccia inferiore delle remiganti è barrata. La cera e le zampe sono gialle e attorno all'occhio è presente una zona di pelle nuda dello stesso colore. Il becco è grigio scuro e gli occhi sono marroni. Gli esemplari giovani sono grigio-marroni, con i fianchi barrati e senza la testa e il groppone di colore più chiaro. La cera e l'anello perioculare sono verdastri.
Generalmente il gheppio di Dickinson è silenzioso, ma talvolta emette un sonoro grido d'allarme. Nel nido, i genitori invitano i piccoli a mangiare con un tenue richiamo simile a un miagolio.

## Distribuzione e habitat
Il gheppio di Dickinson vive nelle savane e nelle aree boschive aperte, specialmente nelle regioni paludose vicine all'acqua. La sua presenza è associata generalmente a quella degli alberi di palma (come le specie dei generi Hyphaene e Borassus), ma si incontra anche nei pressi degli alberi di baobab. In alcune aree vive nelle piantagioni di palma da cocco.
Il suo areale ricopre quasi completamente Mozambico, Zimbabwe, Zambia e Malawi, i margini nord-orientali del Sudafrica (specialmente l'area del Parco Nazionale di Kruger), il Botswana settentrionale, il nord-est della Namibia, l'Angola orientale, la Repubblica Democratica del Congo meridionale e alcune zone della Tanzania. Talvolta compare occasionalmente anche in Kenya. Il suo areale si estende per circa 3,4 milioni di km². È generalmente piuttosto raro, ma in alcune aree, come le isole di Zanzibar e Pemba, è molto comune. Un potenziale rischio per la sopravvivenza della specie è costituito dall'abbattimento degli alberi di palma.

## Biologia
Di solito il gheppio di Dickinson piomba sulle prede da un posatoio e solo occasionalmente le cattura in volo. Il grosso della sua dieta è costituito da grossi insetti come le cavallette. Si nutre anche di lucertole, anfibi e, talvolta, di uccelli, pipistrelli, roditori e serpenti. Accorre spesso in prossimità degli incendi, poiché cattura gli insetti e le altre creature alate che fuggono via dalle fiamme.
La stagione della nidificazione dura da luglio a ottobre in Tanzania e da settembre a dicembre nelle regioni più a sud. Il nido è costituito da un semplice incavo non foderato da alcun tipo di materiale. È situato a un'altezza compresa tra i 2 e i 18 m dal suolo, nella chioma di una palma secca o nella cavità di un baobab. Talvolta viene utilizzato il vecchio nido di un'umbretta. Il numero delle uova deposte varia da uno a quattro. Queste sono di color crema con picchiettature marrone-rossastro e vengono incubate dalla femmina per almeno 30 giorni. I giovani si involano dopo circa 33-35 giorni.